# Japansk konst under Heianperioden
794 flyttades officiellt Japans huvudstad till Heian-kyo (dagens Kyoto, Japans huvudstad fram till 1868). Heianperioden sträcker sig fram till inbördeskriget 1185 och brukar delas upp i en tidig och en sen period som inleddes 894 och kallas Fujiwaraperioden efter den mest inflytelserika familjen under perioden.
Heian räknas till den japanska kulturens gyllene guldålder. Det var först under heinanperioden som den japanska bildkonsten började utvecklas sin egen väg. Två distinkta genrer uppstod. Först yamato-e, "japanskt måleri", där vardagliga scener och japanska motiv avbildades och därefter den mer prestigefulla kara-e, "kinesiskt måleri", som egentligen utgjorde den importerade bildtraditionen. Kvinnorna vid hovet var viktiga kulturmecenater och, vid sidan av deras inflytande på litteraturen, favoriserade de en egen form av bilder, vilket ledde till att det ur det "japanska måleriet" växte fram två separata bildtraditioner. otoko-e, "manligt måleri", som behandlade det offentliga livet och inte sällan krig, och onna-e, "kvinnligt måleri", en mer narrativ typ av bild som behandlade livet vid hovet och scener i litteraturen. Otoko-e använde sig av kraftiga kalligrafiska konturlinjer och tunna färglavyrer. I en onna-e är konturlinjerna istället tunna och ytorna mellan dem opaka och färgintensiva (tsukuri-e). Mest innovativt var onna-e:s genomskurna interiörer (fukinuki yatai) med sitt karaktäristiska parallellperspektiv, där man helt enkelt lyft bort taket på byggnaden för att kunna berätta vad som händer inuti dem.

## Tidig Heian
Prästen Kukai gjorde en resa till Kina för att studera Shingonbuddhismen och introducerade den i Japan 806 genom vilket mandaladiagrammen kom att starkt påverka formgivningen av templen tillsammans med stupan i dess kinesiska form. De nya templen byggdes dessutom uppe bland bergen, långt från hovet och händelserna i huvudstaden. Deras isolerade läge gjorde att man blev tvungen till nytänkande vilket ledde till nya konstruktionstyper och användandet av inhemska material: cypressträ fick ersätta tegelpannorna, man la trägolv istället för det traditionella jordgolvet och dessutom uppförde man separata bönerum för lekmän framför helgedomen.
Det tempel som bäst återspeglar den tidiga Heianperioden är Muroji från början av 800-talet som uppfördes i en cypresskog på ett berg söder om Nara. Den sittande Shakamuni Buddha, en träskulptur i en separat byggnad, är typisk för den tidiga Heianskulpturen: En tung kropp insvept i en klädnad med tjocka, vågliknande veck och ett inåtvänt ansiktsuttryck.

## Fujiwara

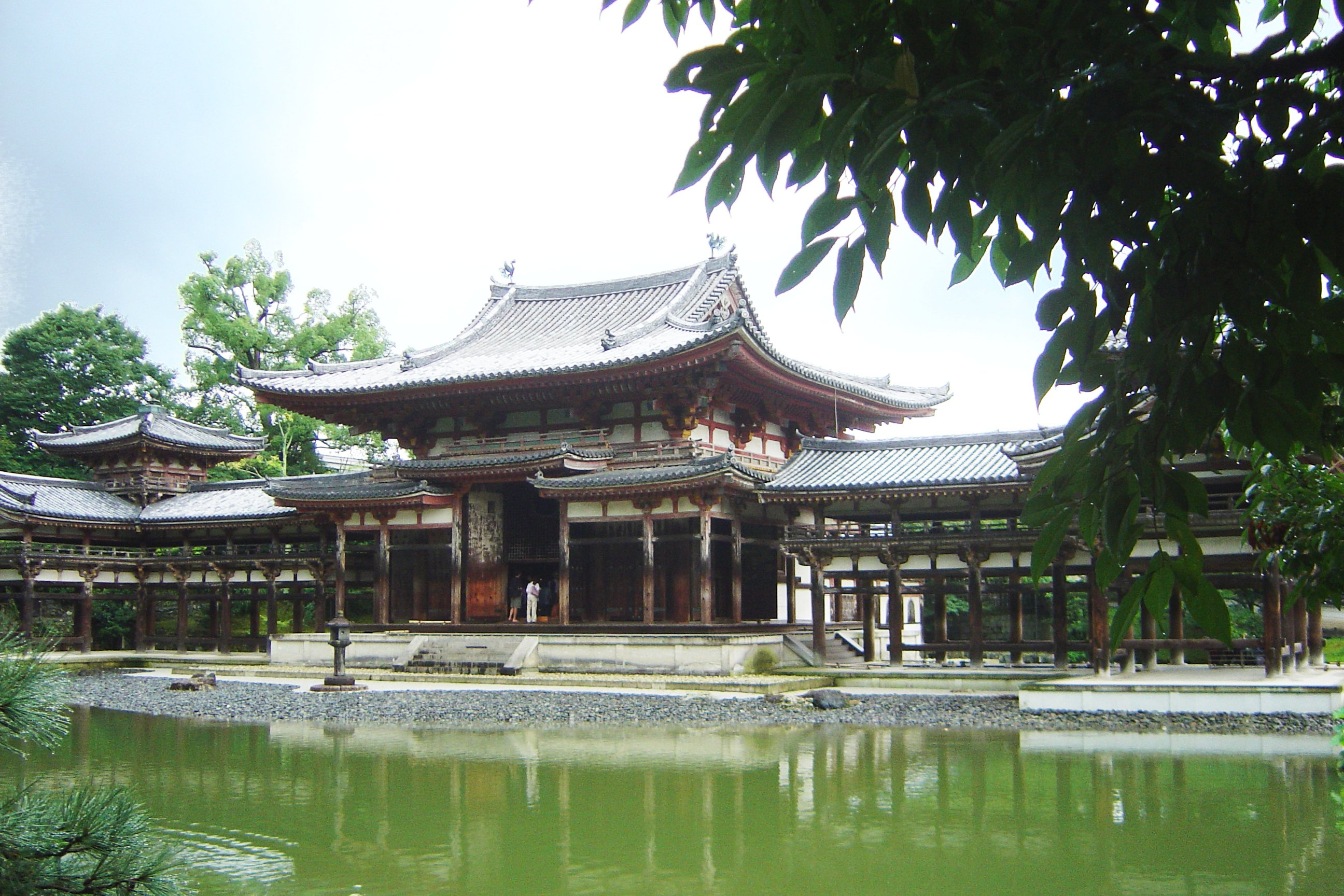
Byodoin, sydost om Kyoto, färdig 1053.

Under Fujiwaraperioden blev jodo shinshu-buddhismen med sin enkla väg till nirvana populär och aristokratin i Kyoto utvecklade ett samhälle som var så fullständigt upptaget av sina eleganta estetiska ideal att de knappt kunde föreställa sig att paradiset kunde te sig annorlunda. Amida, Sukhavatis buddha, tillägnades en sal i Byodointemplet där buddhan residerar i en omgivning som på alla vis liknade aristokratins egen verklighet. Denna Amidasal är typiskt för hela Fuijwaraperioden. Den finns i en central, rektangulär byggnad flankerad av två L-formade flyglar vid kanten av en stor, artificiell sjö. På ett stort podium i salen sitter en förgylld Amidaskulptur på ett lotusliknande moln. På väggarna runtomkring sitter reliefer av hans beundrarskara, också de på moln. Skulpturerna utfördes av Jocho omkring 1053 som använde sig av nya proportionsregler och samtidigt utvecklade Yosegitekniken. Den innebar att skulpturerna byggdes upp av separata, urgröpta delar vilket gjorde det möjligt både att göra skulpturerna större och, eftersom delarna kunde bearbetas i separata verkstäder, att skulpturerna lätt kunde mångfaldigas. I det nu förlorade Hojojitemplet lär inte än mindre 200 skulpturer ha utförts på mycket kort tid, flera av dem över nio meter höga.
Rena land-buddhismen blev mycket populär vid heianhovet som förfördes av raigo, löftet om att de troendes död skulle följas av Amidas färd från "det rena landet" (Sukhavati) ned till jorden på ett purpurfärgat moln åtföljd av ett antal bodhisattvor (i synnerhet Kannon och Mahasthamaprapta), blommor och musik. Raigo blev ett populärt motiv i hovkonsten som producerade mängder av små skulpturer av Amidatriaden och yamato-e-målningar där bodhisattvorna färdas över japanska landskapsscener. 
I slutet av Heianperioden blev den horisontella, illustrerade narrativa bokrullen, emaki, populär. Den illustrerade handskriften från omkring 1130 som återgav Berättelsen om Genji är en av det japanska måleriets höjdpunkter. Murasaki Shikibus roman berättar om prinsen Genjis liv och kärleksaffärer och om hovlivet efter hans död. Konstnären som illustrerade berättelsen utvecklade en serie bildkonventioner som visualiserade varje scens emotionella innehåll. Under seklets andra hälft utvecklades en annorlunda, mer aktionfylld stil som berättade sin historier genom en serie av bilder. I till exempel Ban Dainagon Ekotoba, som berättar historien om en intrig vid hovet, ligger tonvikten vid figurer i rörelse, målade med snabba penseldrag och tunna färgskickt.